# 16e gala des prix Félix
Les lauréats des prix Félix en 1994, artistes québécois œuvrant dans l'industrie de la chanson, ont reçu leurs récompenses à l'occasion du seizième Gala de l'ADISQ, animé par Yvon Deschamps et qui eut lieu le 16 octobre 1994.

## Interprète masculin de l'année
- Daniel Bélanger

Autres nommés : Dan Bigras, Robert Charlebois, Jim Corcoran, Luc de Larochellière, Mario Pelchat et Richard Séguin.

## Interprète féminine de l'année
- Céline Dion

Autres nommées : France D'Amour, Diane Dufresne, Laurence Jalbert, Marie-Denise Pelletier, Francine Raymond, Nanette Workman.

## Révélation de l'année
- Zébulon

Autres nommés : Alain Choquette, Michaël Rancourt, Sylvain Cossette, Claire Vézina.

## Groupe de l'année
- les Colocs

Autres nommés : la Bande Magnétik, la Bottine Souriante, Rude Luck, Vilain Pingouin.

## Auteur-compositeur de l'année
- Sylvain Lelièvre

Autres nommés : Jim Corcoran, Luc de Larochellière, Jean-François Lamothe, Paul Piché.

## Artiste s'étant le plus illustré hors Québec
- Céline Dion

Autres nommés : Dan Bigras, Louise Forestier, Gogh Van Go, Roch Voisine.

## Artiste s'étant illustré dans une langue autre que le français
- Céline Dion

Autres nommés: Leonard Cohen, Gogh Van Go, Patrick Norman, Roch Voisine.

## Artiste de la francophonie s'étant le plus illustré au Québec
- Francis Cabrel

Autres nommés: Stephan Eicher, Lara Fabian, Alain Morisod et Sweet People, Alain Souchon.

## Chanson populaire de l'année
- Encore et encore de Laurence Jalbert

Autres nommées: La folie en quatre de Daniel Bélanger, Tu reviendras de Sylvain Cossette, En cavale de Pierre Flynn, Inventer la terre de Marie-Denise Pelletier, Jamais trop de tendresse de Marie Philippe, Pense à moi de Francine Raymond, Pleure à ma place de Richard Séguin, L'amour est loi de Martine St-Clair, Kunidé de Luc De Larochellière.

## Album le plus vendu
- Les insomniaques s'amusent de Daniel Bélanger

Autres nommés: Jézabel de Gerry Boulet, Corridors de Laurence Jalbert, Ça va bien de Kathleen, Pelchat de Mario Pelchat.

## Album pop de l'année
- Entre la tête et le cœur de Marie-Denise Pelletier

Autres nommés: La règle du jeu de Johanne Blouin, Souviens-moi de Joane Labelle, Je déclare l'amour de Michel Louvain, Ginette Reno en concert de Ginette Reno.

## Album rock de l'année
- Rock & Romance de Nanette Workman

Autres nommés : Jessie de Jessie, Épargne-moi de Tango Tango, Claire Vézina de Claire Vézina, Déprogramé de Villeray.

## Album pop-rock de l'année
- Corridors de Laurence Jalbert

Autres nommés: ''Les Immortelles de Dan Bigras, Los Angeles de Luc de Larochellière, Vagabondage de Richard Séguin, Jézabel de Gerry Boulet.

## Album country-folk de l'année
- Une autre chambre d'hôtel de Gildor Roy

Autres nommés : Bundock-Lanoie de Bundock-Lanoie, Le roi des sables de J.-F. Lamothe, Suroît de Suroît, Ton enfant n'est pas le nôtre de Gilles Des Côteaux.

## Album jazz de l'année
- Just 88 d'Oliver Jones

## album enfant de l'année
- Une fête pour les enfants de Carmen Campagne

## Album instrumental de l'année
- Romantique d'André Gagnon

## Album humour de l'année
- U. S. qu'on s'en va de Yvon Deschamps

Autres nommés: La Jungle - Grotesque Hits de La Jungle, La tournée du temps d'une dinde de Michel Barrette, Le gros cru 2 de Rock et Belles Oreilles

## Album nouvel-âge de l'année
- Hommage à 4 Par chemin (Artistes variés)

## Spectacle de l'année - auteur-compositeur-interprète
- Les insomniaques s'amusent de Daniel Bélanger

Autres nommés: La maudite tournée de Robert Charlebois, Les Colocs de les Colocs, Laurence Jalbert de Laurence Jalbert, Shéhérazade - Contes osés et gourmands d'Anne Létourneau.

## Spectacle de l'année - interprète
- Starmania Mogador '94 (Artistes variés)

Autres nommés: Tout à neuf de la Bottine Souriante, Toujours de bonne humeur de Michel Louvain, Fais confiance de Mario Pelchat, Marie-Denise Pelletier de Marie-Denise Pelletier.

## Spectacle de l'année - humour
- 6 heures avec Jean-Marc Parent de Jean-Marc Parent

Autres nommés: Première apparition d'Alain Choquette, De retour après la (méno) pause de Clémence DesRochers, Claudien Mercier de Claudine Mercier, Marie-Lise Pilote de Marie-Lise Pilote.

## Vidéoclip de l'année
- Ensorcelée de Daniel Bélanger

Autres nommés: Passe-moé la puck des Colocs, Ils se font des signes de Jim Corcoran, L'amour existe encore de Céline Dion, Une autre chambre d'hôtel de Gildor Roy.

## Hommage
- Festival international de jazz de Montréal

## Sources
Gala de l'ADISQ 1994